# Harold Geneen
Harold Sydney Geneen (22 de janeiro de 1910 - 21 de novembro de 1997 (87 anos)), foi um empresário estadunidense.   